# Clavius (inslagkrater)
Clavius is een van de grootste inslagkratercomplexen op de maan en de op twee na grootste krater op de voorkant van de maan. Hij bevindt zich in het ruige zuidelijke gebergte van de maan, zuidelijk van de prominente krater Tycho. De krater is vernoemd naar Christoph Clavius, een 16e-eeuwse Duitse Jezuïet, wiskundige en astronoom. De benaming werd gegeven door de Italiaanse astronoom Giovanni Battista Riccioli. Riccioli noemde de krater Clavius Soc. I. De IAU (Internationale Astronomische Unie) besloot echter om de Soc. I. achterwege te laten. Reeds eerder gaven Michael van Langren en Johannes Hevelius er respectievelijk de benamingen Maximiliani Duc. Bava.  en Raphidim Desertum  aan.

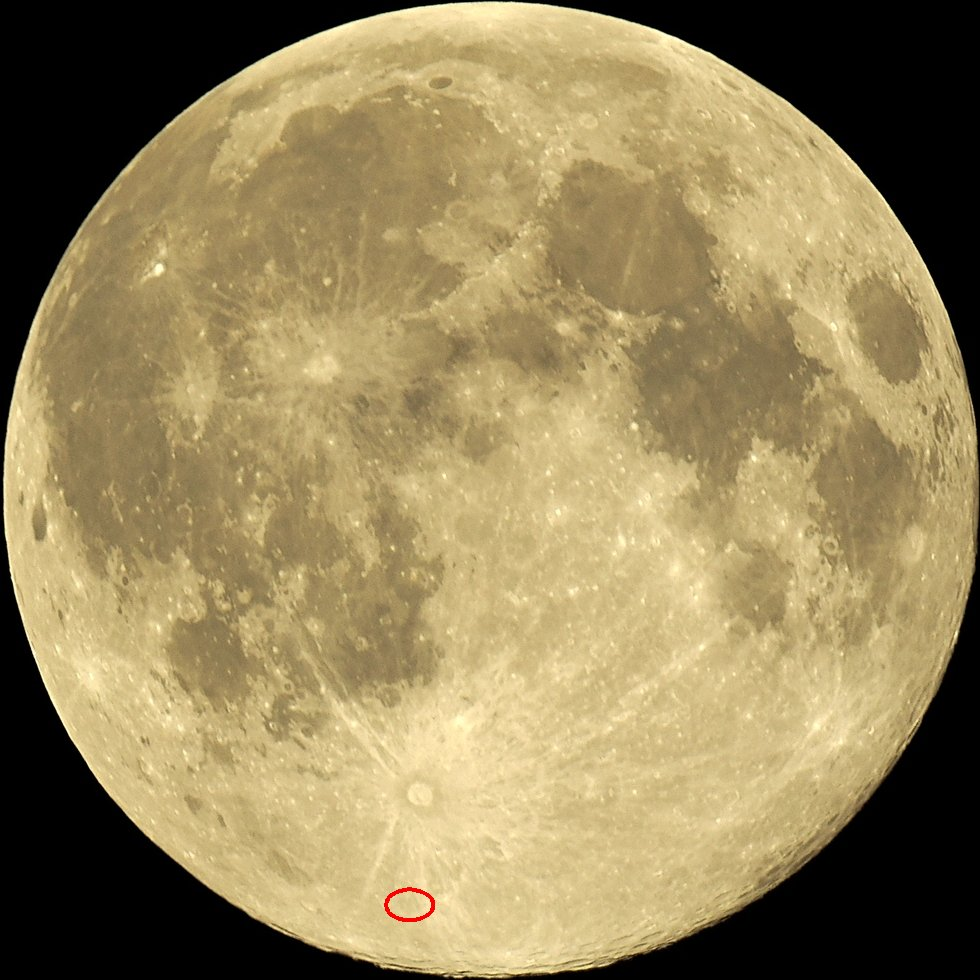
De locatie van Clavius op de maan

## Beschrijving
Door zijn locatie bij de zuidelijke maanrand lijkt de krater door het perspectief ovaal. Door zijn grootte kan Clavius met het blote oog worden gezien. Hij verschijnt als een opmerkelijke deuk in de terminator, ongeveer twee dagen na eerste kwartier. De krater is een van de oudere formaties op het maanoppervlak en is waarschijnlijk gevormd tijdens het Nectarium, zo'n 4 miljard jaar geleden. Ondanks deze ouderdom is de krater betrekkelijk goed bewaard. De buitenste kraterrand is relatief laag, vergeleken met zijn formaat, is sterk verweerd en zit vol kratertjes. De binnenkant van de rand is heuvelachtig en gedeukt en varieert in breedte, met het steilste deel aan de zuidzijde. De vorm van de rand is wat hoekig.

## Kraterbodem
De kraterbodem vormt een convexe vlakte en heeft enkele interessante kraterinslagen. De opmerkelijkste hiervan is een kromme keten van kraters, die begint met Rutherfurd in het zuiden en over de bodem met een boog tegen de klok in een reeks steeds kleinere kraters vormt. Van de grootste tot de kleinste worden deze kraters met Clavius D, C, N, J en JA aangeduid. Amateurastronomen gebruiken deze reeks kleiner wordende kraters om het scheidend vermogen van kleine telescopen te testen. Clavius is tevens een van de kraters die waterijs bevat, naast het voorkomende waterijs aan de polen.
De kraterbodem bevat een overblijfsel van een centraal gebergte, dat tussen Clavius C en N ligt. Het verhoudingsgewijs gladde bodemoppervlak en de geringe hoogte van de centrale pieken wijzen er op dat het krateroppervlak enige tijd na de oorspronkelijke inslag is gevormd.

## Kraters nabij

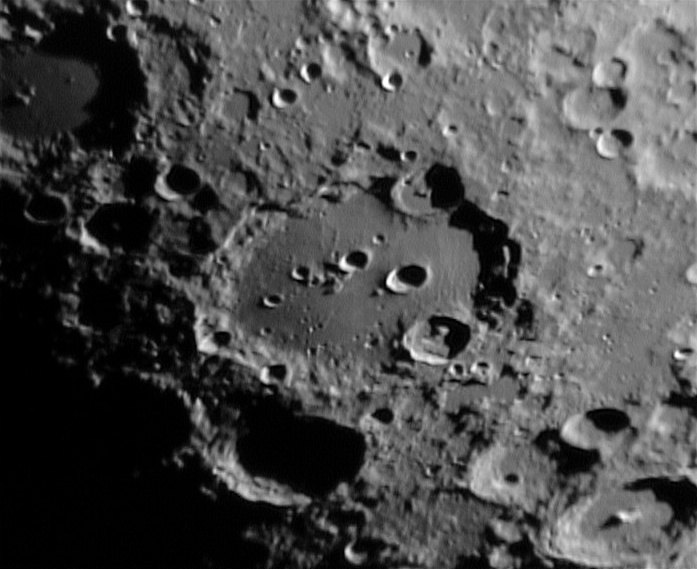
Clavius in ochtendlicht, foto genomen vanaf de Aarde

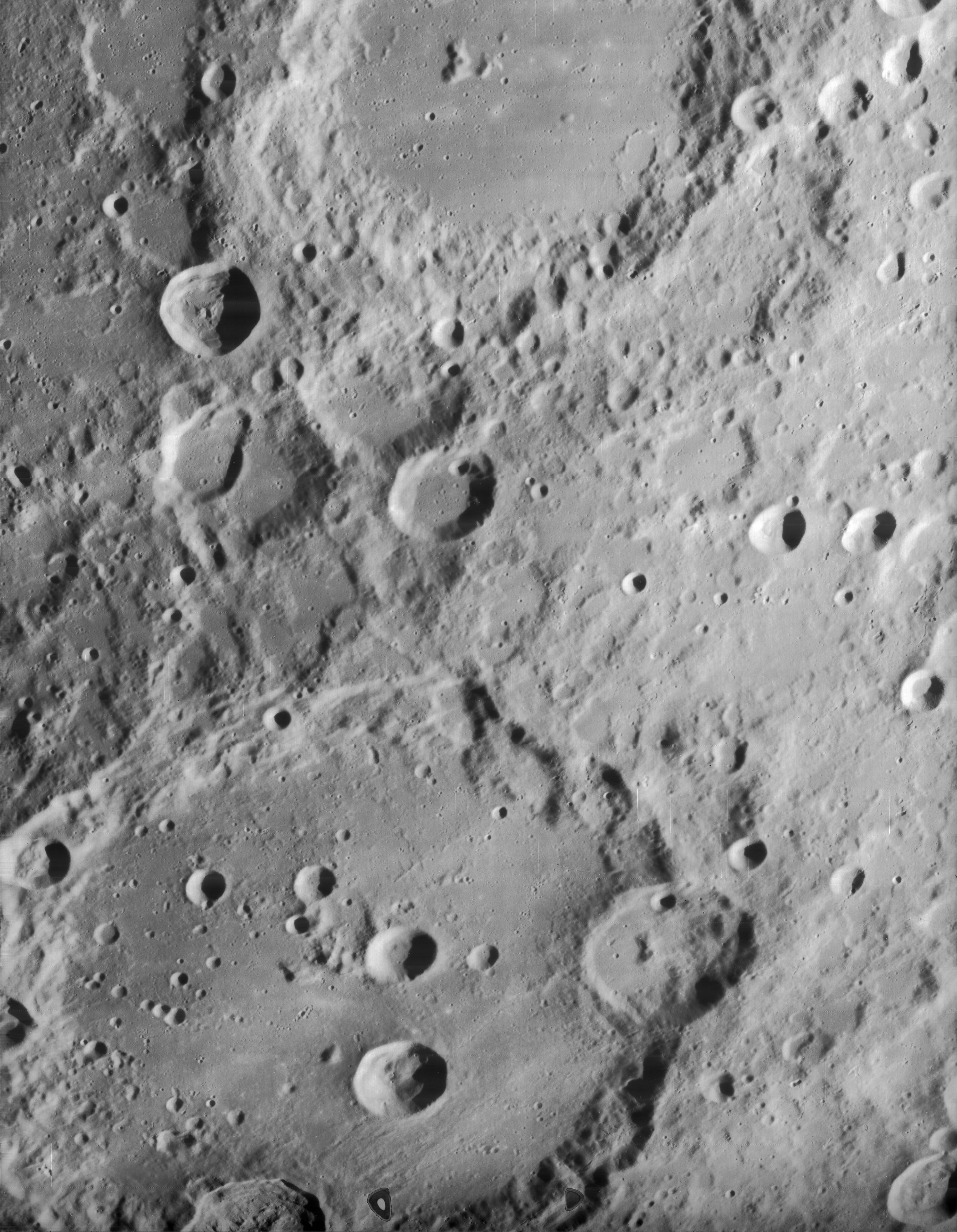
Foto door Lunar Orbiter 4 van kraters Clavius en Maginus. Noord is rechtsboven. (foto NASA)

Opmerkelijke kraters zijn onder meer: Scheiner naar het westen, Blancanus in het zuidwesten, Maginus in het noordoosten en Longomontanus naar het noordwesten. De krater Rutherfurd ligt geheel binnen de zuidoostelijke kraterrand, terwijl Porter over de noordoostelijke rand ligt. De kleinere krater Clavius L ligt over de westelijke rand en Clavius K doorbreekt de westzuidwestelijke rand.

## Satellietkraters
| Clavius | Breedtegraad | Lengtegraad | Doorsnede |
| ------- | ------------ | ----------- | --------- |
| C       | 57,7° ZB     | 14,2° WL    | 21 km     |
| D       | 58,8° ZB     | 12,4° WL    | 28 km     |
| E       | 51,5° ZB     | 12,6° WL    | 16 km     |
| F       | 55,4° ZB     | 21,9° WL    | 7 km      |
| G       | 52,0° ZB     | 13,9° WL    | 17 km     |
| H       | 51,9° ZB     | 15,8° WL    | 34 km     |
| J       | 58,1° ZB     | 18,1° WL    | 12 km     |
| K       | 60,4° ZB     | 19,8° WL    | 20 km     |
| L       | 58,7° ZB     | 21,2° WL    | 24 km     |
| M       | 54,8° ZB     | 11,9° WL    | 44 km     |
| N       | 57,5° ZB     | 16,5° WL    | 13 km     |
| O       | 56,8° ZB     | 16,4° WL    | 4 km      |
| P       | 57,0° ZB     | 7,7° WL     | 10 km     |
| R       | 53,1° ZB     | 15,4° WL    | 7 km      |
| T       | 60,4° ZB     | 14,9° WL    | 9 km      |
| W       | 55,8° ZB     | 16,0° WL    | 6 km      |
| X       | 60,0° ZB     | 17,6° WL    | 7 km      |
| Y       | 57,8° ZB     | 16,0° WL    | 7 km      |

## Zilveren lichtringen
Gedurende de lokale zonsopkomst in en om Clavius is het aan te raden om met behulp van een amateurtelescoop de kraters Porter en Rutherfurd (alsook de satellietkraters op de vloer van Clavius) waar te nemen. De randen van deze kraters, vooral deze van Porter, Rutherfurd, en Clavius D vertonen zich onder deze omstandigheden als zilveren lichtringen .

## Terra Photographica
Het gebied ten oosten van Clavius (tussen Clavius en de kleinere krater Zach) werd door de Engelse selenograaf William Radcliff Birt (1804-1881) Terra Photographica genoemd. Deze benaming werd door de IAU niet erkend.